# Ben Clymer
Ben Clymer (Bloomington, 11 aprile 1978) è un ex hockeista su ghiaccio statunitense professionista; è un difensore completo, è in grado di giocare all'occorrenza anche all'ala..

## Statistiche
| Stagione   | Squadra              | Stagione regolare | Stagione regolare | Stagione regolare | Stagione regolare | Stagione regolare | Stagione regolare | Playoff | Playoff | Playoff | Playoff | Playoff |
| Stagione   | Squadra              | Lega              | P                 | G                 | A                 | Pt                | PIM               | P       | G       | A       | Pt      | PIM     |
| ---------- | -------------------- | ----------------- | ----------------- | ----------------- | ----------------- | ----------------- | ----------------- | ------- | ------- | ------- | ------- | ------- |
| 1996–97    | U. of Minnesota      | WCHA              | 29                | 7                 | 13                | 20                | 64                | —       | —       | —       | —       | —       |
| 1997–98    | U. of Minnesota      | WCHA              | 1                 | 0                 | 0                 | 0                 | 2                 | —       | —       | —       | —       | —       |
| 1998–99    | Seattle Thunderbirds | WHL               | 70                | 12                | 44                | 56                | 93                | 11      | 1       | 5       | 6       | 12      |
| 1999–00    | Detroit Vipers       | IHL               | 19                | 1                 | 9                 | 10                | 30                | —       | —       | —       | —       | —       |
| 1999–00    | Tampa Bay Lightning  | NHL               | 60                | 2                 | 6                 | 8                 | 87                | —       | —       | —       | —       | —       |
| 2000–01    | Detroit Vipers       | IHL               | 53                | 5                 | 8                 | 13                | 88                | —       | —       | —       | —       | —       |
| 2000–01    | Tampa Bay Lightning  | NHL               | 23                | 5                 | 1                 | 6                 | 21                | —       | —       | —       | —       | —       |
| 2001–02    | Tampa Bay Lightning  | NHL               | 81                | 14                | 20                | 34                | 36                | —       | —       | —       | —       | —       |
| 2002–03    | Tampa Bay Lightning  | NHL               | 65                | 6                 | 12                | 18                | 57                | 11      | 0       | 2       | 2       | 6       |
| 2003–04    | Tampa Bay Lightning  | NHL               | 66                | 2                 | 8                 | 10                | 50                | 5       | 0       | 0       | 0       | 0       |
| 2004–05    | EHC Biel             | NLB               | 19                | 12                | 13                | 25                | 30                | —       | —       | —       | —       | —       |
| 2005–06    | Washington Capitals  | NHL               | 77                | 16                | 17                | 33                | 72                | —       | —       | —       | —       | —       |
| 2006–07    | Washington Capitals  | NHL               | 66                | 7                 | 13                | 20                | 44                | —       | —       | —       | —       | —       |
| 2007–08    | Hershey Bears        | AHL               | 50                | 11                | 16                | 27                | 83                | —       | —       | —       | —       | —       |
| 2008–09    | Dinamo Minsk         | KHL               | 49                | 3                 | 14                | 17                | 85                | —       | —       | —       | —       | —       |
| 2009–10    | ERC Ingolstadt       | DEL               | 37                | 8                 | 24                | 32                | 70                | 10      | 2       | 3       | 5       | 12      |
| 2010–11    | HC Lugano            | NLA               | 0                 | 0                 | 0                 | 0                 | 0                 | —       | —       | —       | —       | —       |
| Totale AHL | Totale AHL           | Totale AHL        | 50                | 11                | 16                | 27                | 83                | —       | —       | —       | —       | —       |
| Totale NHL | Totale NHL           | Totale NHL        | 438               | 52                | 77                | 129               | 367               | 16      | 0       | 2       | 2       | 6       |
| Totale KHL | Totale KHL           | Totale KHL        | 49                | 3                 | 14                | 17                | 85                | —       | —       | —       | —       | —       |
| Totale DEL | Totale DEL           | Totale DEL        | 37                | 8                 | 24                | 32                | 70                | 10      | 2       | 3       | 5       | 12      |
| Totale NLA | Totale NLA           | Totale NLA        | —                 | —                 | —                 | —                 | —                 | —       | —       | —       | —       | —       |

## Palmarès

### Club
- Stanley Cup: 1

Tampa Bay Lightning: 2004

### Individuale
- KHL All-Star Game:

2008–09
- NCAA (WCHA) All-Rookie Team:

1996-97